# いぶすきゴルフクラブ
いぶすきゴルフクラブは、鹿児島県指宿市開聞川尻に広がるゴルフ場である。

## 概要
「いぶすきゴルフクラブ」は、鹿児島県を中心に観光、交通事業などを事業とする「いわさきグループ」が、新たなゴルフ場の建設に向け母体会社「いわさきホテルズ株式会社」を設立、ゴルフ場経営に乗り出したことに始まる。1959年（昭和34年）、開聞岳の麓、鹿児島県指宿市開聞川尻に「いぶすきゴルフクラブ・開聞コース」の計画が始まった。岩崎産業株式会社・岩崎與八郎にとって、いぶすきゴルフクラブ・開聞コースの建設は、大隈、薩摩半島を中心とした鉄道とホテル網を広げるいわさきグループの念願であった。
岩崎は、日本有数のトーナメントコースをという計画から、コース設計者に井上誠一を要請したが、井上は指宿は遠いからと敬遠された。岩崎は飽きらめず、何回も井上の自宅を訪れ頼み込み押し切った。開聞岳のゆったりした丘陵に立った井上は、設計を快諾した。1968年（昭和43年）8月23日、18ホール規模のゴルフ場が開場された。
コースは、薩摩半島の南、薩摩富士といわれる開聞岳の裾野、自然の地形を活かした丘陵コースで、開聞おろしと海風が交差する難易度の高いコースである。
日本のプロゴルフメジャー大会の1つ、日本プロゴルフ協会主催競技でもあり、日本選手権大会に相当する、日本プロゴルフ選手権大会などの大会開催の実績がある。

## 所在地
〒891-0602 鹿児島県指宿市開聞川尻6660番地

## コース情報
- 開場日 - 1968年8月23日
- 設計者 - 井上 誠一
- 面積 - 1,650,000m2（約49.9万坪）
- コースタイプ - 丘陵コース
- コース - 18ホールズ、パー72、7,151ヤード、コースレート74.4
- グリーン - 1グリーン、ニューベント
- フェアウエイ - ノシバ
- ラフ - ノシバ
- ハザード - バンカー71、池が絡むホール1
- プレースタイル - 乗用カート(5人乗り)、リモコン式、全組キャディ付き
- 練習場 - 40打席 250ヤード
- 休場日 - 12月31日[4][5]

## クラブ情報
- ハウス面積 - 3,325m2（1,005坪）
- ハウス設計 - 岡野 寛次
- ハウス施工 - 大成建設株式会社[4][5]

## ギャラリー
- コース - 「いぶすきゴルフクラブ」、ゴルフコース紹介
- ハウス - 「いぶすきゴルフクラブ」、クラブハウス

## 交通アクセス
- 鉄道 - JR九州（指宿枕崎線） - 指宿駅よりタクシー利用、約30分、または山川駅よりタクシー利用、約20分
- 道路 - 指宿スカイライン - 頴娃ICより 23km 約35分[6]

## メジャー選手権
- 2019年（令和元年） - 第87回 日本プロゴルフ選手権大会開催[7]

## エピソード
- 「いぶすきゴルフクラブ・開聞コース」は、井上誠一が描いてきた代表的シーサイドコース「大洗ゴルフ倶楽部」（茨城県、1953年（昭和28年）開場、設計・井上誠一）「下関ゴルフ倶楽部」（山口県、1956年（昭和31年）開場、設計・上田治）にもないものだった[8]。
- 1955年（昭和30年）代初め、指宿は「いぶすき」と正しく読める人は少ない田舎の温泉地だった。そこに、岩崎與八郎は、1959年（昭和34年）、指宿観光ホテルを開業した[8]。

## 関連文献
- 『ゴルフ場ガイド 西版』2006-2007、「いぶすきゴルフクラブ 開聞コース（鹿児島県）」、東京 ゴルフダイジェスト社、2006年5月、2020年9月16日閲覧
- 『美しい日本のゴルフコース BEAUTIFUL GOLF CULTURE IN JAPAN 日本のゴルフ110年記念 ゴルフは日本の新しい伝統文化である』、ゴルフダイジェスト社「美しい日本のゴルフコース」編纂委員会編、「いぶすきゴルフクラブ　開聞コース」東京 ゴルフダイジェスト社、2013年12月、2020年9月16日閲覧